# Jean-Gilles Jutras
Pour les articles homonymes, voir Jutras.
Jean-Gilles Jutras (Trois-Rivières, 1927 - Québec, 10 août 2013) est un administrateur et un chroniqueur québécois, surtout connu comme « l'un des premiers chroniqueurs en vin au Québec ».

## Biographie
De 1959 à 1979, il est directeur général de la Fédération des commissions scolaires catholiques du Québec.
Il tient une chronique vinicole hebdomadaire dans le journal Le Soleil, de 1985 à 1996. Il est membre, puis « Gouverneur », de l’Amicale des sommeliers du Québec (ASQ).

## Honneurs
- 1993 : nommé Ambassadeur du vin, par la Société des alcools du Québec[2],[4]
- « Gouverneur » de l’Amicale des sommeliers du Québec[3]

## Œuvres
- Quarante ans au service des commissions scolaires, la Fédération des commissions scolaires du Québec, 1987, 34 p., 22 x 28 cm  (ISBN 2-9208-9503-6 et 978-2-9208-9503-4)
- Bacchus m’a raconté…, Contes, souvenirs, légendes sur le vin[5], Éditions Anne Sigier, 1998, 211 p.; 18 x 29 cm  (ISBN 2-8912-9307-X et 978-2-8912-9307-5)

dont : Le grand cru et le reginglard : fable bachique (parue dans Le Soleil)

### Articles annexes
- Confréries bachiques
- Gérard Delage